# Julius Krusewitz
Julius Krusewitz (* 6. Mai 1850 in Wulsbüttel; † 25. Mai 1923 in Gotha) war ein deutscher Architekt, Fachlehrer und Autor.

## Leben

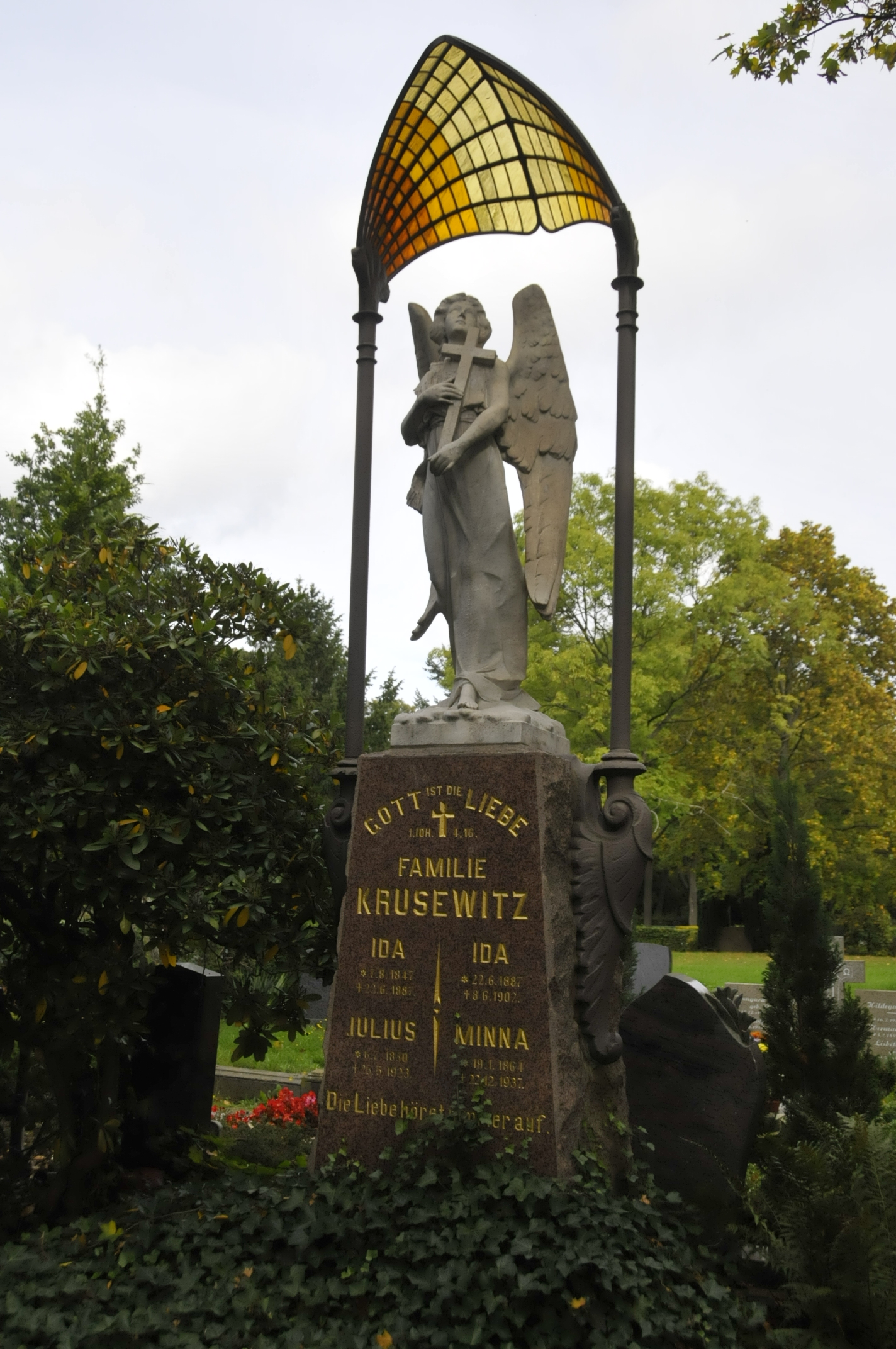
Grabstätte der Familie Krusewitz auf dem Hauptfriedhof in Gotha

Krusewitz wurde als Sohn eines Pastors in Wulsbüttel nahe Cuxhaven geboren und studierte nach Abschluss einer kaufmännischen Lehre in Zürich und Berlin Architektur. Danach vertiefte er seine beruflichen Kenntnisse in Zürich und Wien. Von 1876 bis 1883 lehrte er an der Baugewerkschule Buxtehude, während dieser Jahre wurde er ein Semester beurlaubt für eine Studienreise nach Italien, Frankreich und Großbritannien. Von 1883 bis 1920 war er Lehrer an der Herzoglichen Baugewerbe- und Handwerkerschule Gotha. Schwerpunkte seiner Lehrtätigkeit waren Technisches Zeichnen und Baukonstruktion. Für viele Bauten – u. a. in Gotha, Friedrichroda, Zella und Mehlis – schuf er die Entwürfe. Charakteristisch für seine Bauten sind mit Säulen dekorierte Fassaden. Einige seiner Objekte schuf er zusammen mit seinem Lehrerkollegen Adolf Opderbecke. Krusewitz betätigte sich auch als autodidaktischer Maler, Bildhauer und Holzschnitzer und schrieb auch Fachbücher, z. T. mit seinem Kollegen Hans Issel, über den Fassadenbau im Altertum und in der Renaissance. Anlässlich der 100-Jahr-Feier der Gothaer Baugewerbe- und Handwerkerschule im Jahr 1905 wurde Krusewitz der Professoren-Titel verliehen.
Im Jahr 1920 wurde Krusewitz beim Kapp-Putsch als Unbeteiligter angeschossen. Er starb im Alter von 73 Jahren in Gotha und wurde in der Grabstätte seiner Familie auf dem Hauptfriedhof Gotha bestattet.
Krusewitz kam durch seine Arbeit zu einigem Wohlstand und vermachte der Stadt Gotha 300.000 Mark für gemeinnützige Zwecke. Heute erinnert eine Straße in Gotha-Sundhausen an ihn.

## Werk

### Bauten und Entwürfe
| Bild Geo-Daten | Bezeichnung                      | Adresse                                    | Datierung         | Anmerkungen |
| -------------- | -------------------------------- | ------------------------------------------ | ----------------- | --- |
| Standort       |                                  | Ernststraße 11                             | 1900              | Seit 1904 wohnte hier der ehemalige Generaldirektor der Gothaer Waggonfabrik, Albert Kandt. 1908 wurde er Eigentümer des Hauses und wohnte hier bis zu seinem Tod im Jahre 1926. (laut Auskunft des Stadtarchivs Gotha vom 27. Juli 2015) |
| Standort       |                                  | Ernststraße 14                             | 1900              | |
| Standort       |                                  | Burgfreiheit 23 / Walthershäuser Straße    | Ende 19. Jh.      | Wohn- und Geschäftshaus mit Drogerie Orschel (heute Versicherungsbüro) im Erdgeschoss |
| Standort       | Gaststätte „Gastmahl des Meeres“ | Ekhofplatz / Schwabhäuser Straße           | Ende 19. Jh.      | Das Gebäude wurde für den Gastronom Wilhelm Blaase errichtet. Nach 1945 wurde der Betrieb verstaatlicht, Blaase fungierte als Geschäftsführer. Später hieß das Lokal HO-Gaststätte „Freundschaft“. In den 1970er-Jahren entstand die Fischgaststätte „Gastmahl des Meeres“. Nach der Wende fand sich ein Investor aus Gotha, der das Haus sanieren ließ und darin das Hotel „Sankt Gambrinus“ mit dem Restaurant „Fischerstube“ etablierte, doch in Insolvenz ging. Auch der Nachfolger konnte das stolze Haus nicht aus den roten Zahlen holen. Das Stadtplanungsamt teilt mit, dass sich das Gebäude in einem recht guten Zustand befinde und man suche einen Nutzer.(Thüringer Allgemeine, Ausgabe Gotha, vom 6. April 2013, S. 16) |
| Standort       | Kaufhaus Feldmann                | Erfurter Straße 19                         | Ende 19. Jh.      | Neorenaissance, unter Denkmalschutz |
| Standort       | Kaufhaus Feldmann                | Erfurter Straße 20                         | Ende 19. Jh.      | Wasserbettenhaus, Neorenaissance, unter Denkmalschutz |
| Standort       |                                  | Hauptmarkt 2, Erdgeschoss                  | 1885              | dekoratives Erdgeschoss der Innungshalle am Hauptmarkt 2, von Krusewitz und Opderbecke 1885 umgestaltet, unter Denkmalschutz, Restaurant Bellini im Ratskeller |
| Standort       | Villa Brand                      | Oststraße 47                               |                   | |
| Standort       |                                  | Querstraße 7                               | Ende 19. Jh.      | Merkur-Drogerie (heute Reisebüro); Merkur-Skulptur an der Fassade im 1. Obergeschoss |
| Standort       |                                  | Siebleber Straße 12                        | 1895?             | Umbau eines um 1780 errichteten Ackerbürgerhauses mit Erdgeschossfassade nach Entwurf von Julius Krusewitz; Obergeschoss und Dach mit Aufbauten in barockem Erscheinungsbild erhalten; 1866 Wohnung von Hofzahnarzt Dr. Meister, 1895 Möbelgeschäft von Schreinermeister Louis Lux, 1993 umfassende Sanierung |
| Standort       |                                  | Reinhardsbrunner Straße 14                 | 1898              | Wohnhaus, unter Denkmalschutz, 2008 renoviert; Der Stil des reich dekorierten Baukörpers entspricht der italienischen Palazzo-Architektur. Besonders im Treppenhaus ist die bauzeitliche Raumausstattung erhalten. Der Massivbau mit Mezzanin befindet sich in straßenbildprägender Ecklage. |
| Standort       | Herzog-Ernst-Schule              | Reinhardsbrunner Straße 19                 | 1888              | 1888 mit Landes-Lehrerseminar, heute Kooperative Gesamtschule Herzog Ernst, unter Denkmalschutz |
| Standort       |                                  | Anbau Ecke Marktstraße 17 / Lutherstraße 1 | 1902              | Geschäftshaus der Papierhandlung J. F. Thomas Wwe., heute SparDaBank (linker Gebäudeteil) |
| Standort       |                                  | Lutherstraße 4–6                           | 1903              | Wohn- und Geschäftshaus mit Sparkasse (ehemals Kreissparkasse Gotha) |
| Standort       |                                  | Waltershäuser Straße 1                     | 1896              | Wohn- und Bürogebäude des Fabrikanten Philipp Harjes; nicht erhalten |
| Standort       |                                  | Waltershäuser Straße 8                     | Ende 19. Jh.      | Fassaden in den 1970er-Jahren durch rigorose Sanierungsmaßnahmen zerstört |
| Standort       |                                  | Waltershäuser Straße 10                    | Bauzeit 1895–1898 | Buchbinderei Spintler, jetzt Buchhandlung Euchler & Antiquariat, Fassaden in den 1970er-Jahren durch rigorose Sanierungsmaßnahmen zerstört |
| Standort       |                                  | Waltershäuser Straße 24                    | Ende 19. Jh.      | Postamt III |
| Standort       | „Villa Sylvia“ am Kienberg       | Luisenthal, Wölfiser Straße 4              | 1899              | Villa für Minna Maelzer (1849–1922; aus Suhl), Witwe des Ohrdrufer Unternehmers August Maelzer (1844–1892) mit 745 m² Wohnfläche; später Kinderkurstätte, heute Privatwohnungen |

### Schriften
- Der Fassadenbau der deutschen Renaissance. Eine Sammlung der schönsten Motive des Fachwerks- und Steinbaues im 16. Jahrhundert und in unserer Zeit. Scholtze, Leipzig 1884. (Mappenwerk, gemeinsam mit Hans Issel)
- Ornamentale Skizzenblätter. Halle an der Saale 1887.

## Weitere Quellen
- Unterlagen des Architekten Julius Krusewitz beim Museum für Regionalgeschichte und Volkskunde in Gotha, Inventar-Nr. 20599 (anscheinend eigenhändige Schriftstücke und Fotografien aus dem Nachlass)